# Capilla de San Cristóbal (Lepe)
La capilla de San Cristóbal es un edificio histórico situado en Lepe, España. Su uso principal ha sido históricamente el religioso, tras el que ha estado al servicio de las necesidades del Ayuntamiento de Lepe como matadero municipal, sala de ensayos y, finalmente, una sala de exposiciones.
Es una construcción sencilla de una sola nave y presbiterio, ubicada en una antigua encrucijada de caminos como construcción exenta y posteriormente rodeada de edificios anexos —demolidos a inicios del siglo XXI— durante su época como matadero. Una intervención realizada entre 1999 y 2015 ha posibilitado el estudio arqueológico de la capilla y su apertura al público. 

## Descripción
El edificio de ladrillo presenta una planta rectangular de 16 m de largo por 6 m de ancho y consta de dos elementos: nave y presbiterio. La portada de acceso es sencilla y se compone de un arco de medio punto, con imposta y rosca, que está flanqueado por dos pilastras toscanas que soportan una cornisa superior horizontal.
La nave tiene estructura de cajón y mide 10 m de largo por los 6 m de ancho del edificio, mientras que el presbiterio tiene una planta cuadrada de 6 m de lado. Ambas estancias se encuentran separadas por un arco transversal apuntado y sobre jambas achaflanadas. El presbiterio está cubierto por una bóveda octogonal sobre trompas aveneradas, en la que se conservan pinturas murales en avanzado estado de deterioro. Dichas pinturas presentan trazos rosas y grises, de apariencia marmórea, y una inscripción en latín ilegible. En sus muros se alojaban tres hornacinas: en la principal se encontraba la imagen del titular, de gran tamaño, que pasó a la parroquia. La hornacina norte presenta pinturas murales con trazos vegetales.
Previamente a su restauración tenía un suelo de losas, los muros estaban recubiertos por altos zócalos blancos y el techo era de uralita, intervenciones todas relacionadas con su función de matadero durante un siglo, aproximadamente. Los alrededores del edificio también habían sido alterados, ya que junto a la construcción exenta original se adosaron una casa al sur, un patio al oeste (hacia el que se abrió una puerta en el lugar de la hornacina mayor) y un almacén de almendras al norte, modificaciones igualmente retiradas de forma previa —en el caso de la casa— y durante la restauración.

## Historia

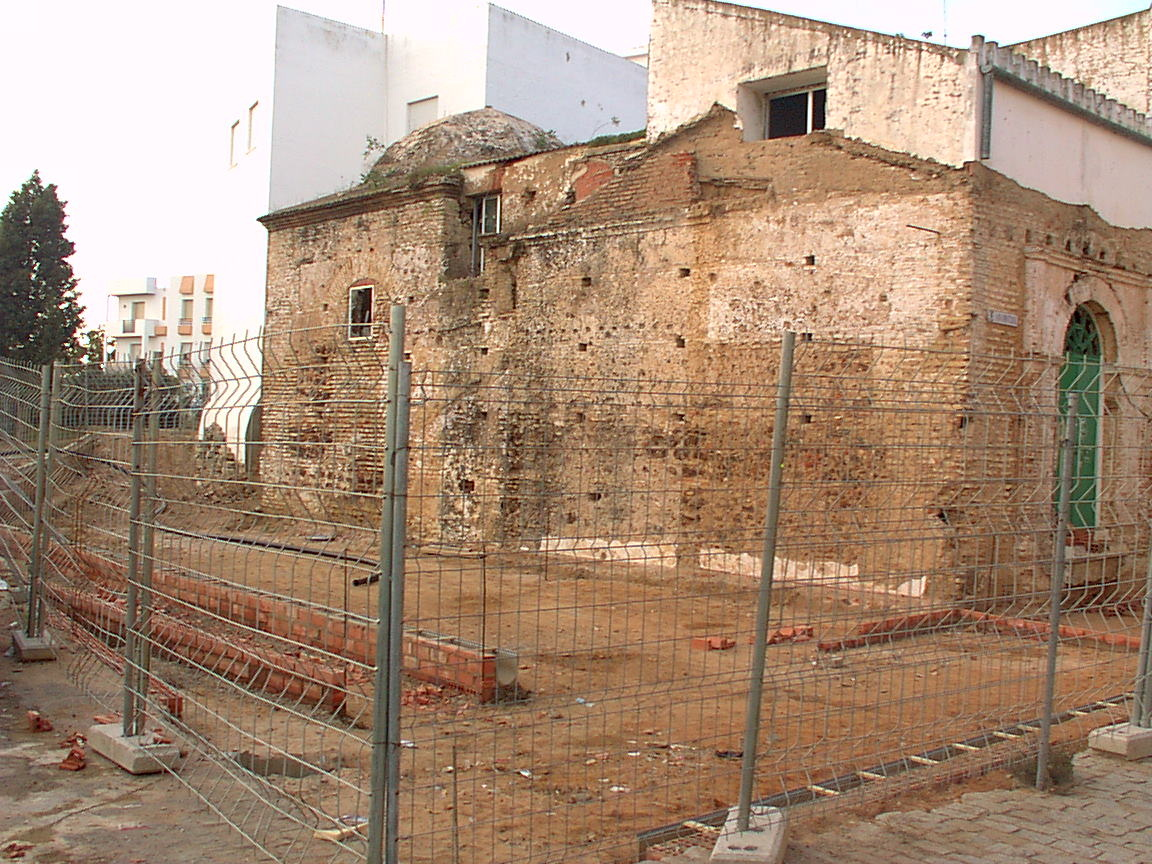
Capilla de San Cristóbal durante su restauración (2001).

### Construcción y fundación
Recientes estudios sitúan su alzamiento en la década de 1530. Anteriormente había sido datada en época islámica (anterior al siglo XIII) , como una qubba u oratorio islámico. Sin embargo, parece más probable que fuera fundada por los marqueses de Ayamonte en el segundo cuarto del siglo XVI, que también patrocinaron otros templos de estilo mudéjar en su estado, como la iglesia de Nuestra Señora de la Blanca, en Villablanca. Además, se han encontrado monedas acuñadas en tiempos de los Reyes Católicos en los alrededores de la capilla.
En el momento de su construcción, la capilla se encontraba a las afueras de la villa de Lepe, junto al camino real entre Ayamonte y Sevilla, y cerca de un ramal secundario en dirección a Villablanca y el inicio del camino a La Redondela. La advocación a San Cristóbal se basa tanto en la presencia junto a ese cruce de caminos como al paso de un arroyo cercano y una fuente.

### Matadero municipal
La capilla mantuvo su función religiosa hasta el siglo XVIII, cuando cae en desuso. En 1707 constan algunas reformas y en 1714 se la cita como «decente y ornamentada». En 1726, sin embargo, se la menciona como «pobre y sin ornamentos» y ya en 1787 el párroco de Lepe la describe como «arruinada». El terremoto de Lisboa de 1755 causó estragos en su primitiva fábrica, ya que tuvo que realizarse una nueva portada. No obstante pervivieron la nave con arco transversal y la capilla mayor con bóveda octogonal.
Tomás López, en su Diccionario geográfico de España, menciona la de San Cristóbal como una de las tres capillas existentes en la villa de Lepe, calificándolas de «contiguas» (en las afueras) y «quasi arruinadas».
En 1844 fue mencionada como ermita por Madoz, quien la describió como un edificio abandonado sin uso. Tras las desamortizaciones, el Ayuntamiento de Lepe dispuso de este inmueble y lo destinó a matadero, siguiendo el reglamento de inspección de carnes de 1859. Este uso supuso un grave deterioro en el interior del edificio, aunque posibilitó la supervivencia del mismo, y se mantuvo hasta 1985. Posteriormente fue usada como sala de ensayo para el grupo de teatro municipal hasta su restauración en 1999.

### Sala de exposiciones

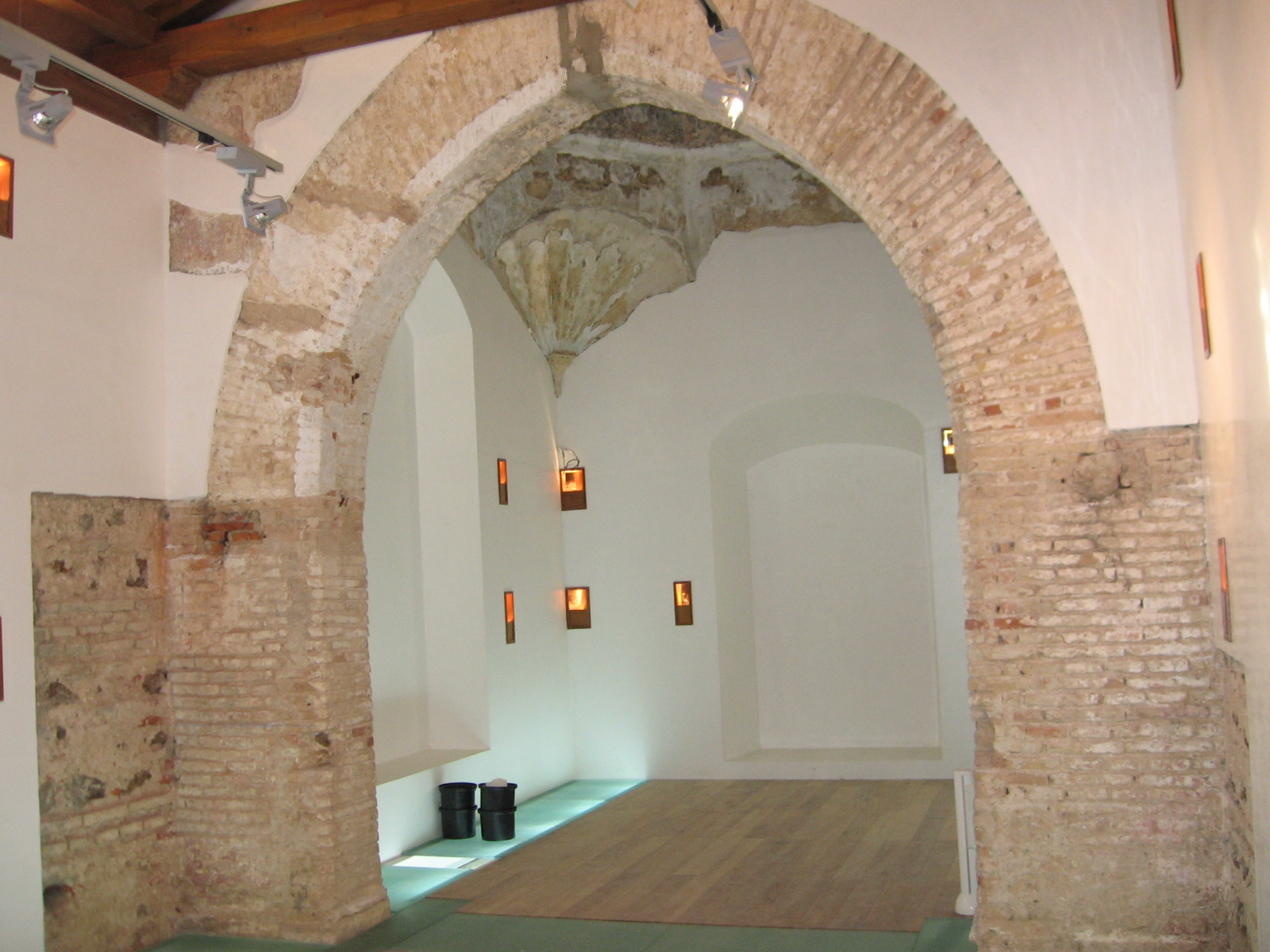
Aspecto interno de la Capilla de San Cristóbal (2007).

En 1999 se inició una profunda restauración del edificio, que ha permitido realizar un estudio arqueológico que aportase luz sobre su fundación, recuperar parte de las primitivas pinturas del interior y asegurar su estabilidad, anteriormente en peligro debido al almacén de almendras de inicios del siglo XX anexo en su muro norte. En 2015 se concluyó la restauración y queda destinada como sala de usos múltiples dedicada a exposiciones. El resultado final ha sido criticado por algunos gestores del patrimonio histórico, quienes alegan diferencias del edificio actual con el proyecto original y que se ha reinventado un edificio histórico.
Tras la restauración, el edificio fue usado por parte del Ayuntamiento de Lepe como sala de exposiciones y de uso cultural, aprovechando su ubicación junto a la oficina de turismo de la localidad. A pesar de su pequeño tamaño, ha sido usada habitualmente para realizar actos de organizaciones locales, exposiciones fotográficas, presentaciones de libros y homenajes, entre otros.